# Flatida marginella
Flatida marginella är en insektsart som först beskrevs av Olivier 1791.  Flatida marginella ingår i släktet Flatida och familjen Flatidae. Utöver nominatformen finns också underarten F. m. pallidior.